# Осада Мемеля
Осада Мемеля 19 — 25 июня 1757 года — операция российских войск и Балтийского флота в начале Семилетней войны по осаде и взятию города и крепости Мемель в Восточной Пруссии.

## План и подготовка операции
В 1756 году в Европе разгорелась война России, Австрии и Франции против Пруссии, получившая позднее название Семилетней войны. В кампании 1756 года русская армия не участвовала, а в кампанию 1757 года Конференция при Высочайшем дворе поставила задачу главнокомандующему действующей армией генерал-фельдмаршалу С. Ф. Апраксину полностью овладеть территорией Восточной Пруссии. Для обеспечения бесперебойного снабжения армии в Восточной Пруссии было решено овладеть прусской крепостью и удобным портом на Балтийском море Мемель с тем, чтобы через этот порт доставлять морем основную массу грузов для армии.
С конца апреля была организована морская блокада Мемеля отрядом фрегатов, к которым позднее присоединился линейный корабль «Москва».
Первоначально для овладения Мемелем предполагалось выделить отдельный корпус под командованием генерал-аншефа В. В. Фермора (11 армейских пехотных полков, Молдавский гусарский полк, казаки бригадира Ф. И. Краснощёкова, всего 27 тысяч человек при 22 осадных орудиях). С моря его должен был поддерживать отряд кораблей, сформированный из состава Кронштадтской эскадры Балтийского флота (66-пушечный линейный корабль «Гавриил», 32-пушечные фрегаты «Вахмейстер» и «Салафаил», 36-пушечные прамы «Олифант» и «Дикий бык», 10-пушечные бомбардирские корабли «Юпитер» и «Дондер», галиот «Рак»). Командиром отряда назначен капитан 2-го ранга Н. Ляпунов.
Подготовка армии к началу кампании оказалась совершенно неудовлетворительной: к намеченной дате начала боевых действий все назначенные к походу на Мемель войска оказались разбросаны на больших расстояниях (часть их вообще не вышла в поход из мест постоянной дислокации), командир корпуса Фермор из-за болезни был в Петербурге и подготовкой войск руководил путём переписки, а замещавший его генерал Ю. Ю. Броун проявил полнейшую бездеятельность.
Погрузка войск для похода (4 полка) на корабли в Ревеле завершилась 30 апреля, затем корабли с трудом преодолевая штормы и ненастье до 21 мая двигались до Либавы. 24 мая корабль «Гавриил» отделился от отряда и ушел в Ревель для исправлений, полученных стихией повреждений. Начальство над отрядом принял капитан Валронт и поднял брейд-вымпел на фрегате «Вахмейстер». В пути также получил повреждения  бомбардирский корабль «Дондер», а две галеры затонули (погибли 16 солдат).
31 мая в Либаву прибыл командующий корпусом генерал Фермор, обнаруживший, что к назначенному сроку в место сбора из 27-тысячного корпуса собрались только части, насчитывающие 321 офицера и 8281 солдата. Осадный парк и казаки также были далеко. Только к началу июня удалось собрать около 16 000 человек и всю осадную артиллерию.
В состав корпуса входили:
- 1-я бригада (командир генерал-лейтенант И. А. Салтыков)
  - Вологодский пехотный полк
  - Суздальский пехотный полк
  - Нижегородский пехотный полк
  - Муромский пехотный полк
- 2-я бригада (генерал-майор И. Цеге-фон-Мантейфель)
  - Азовский пехотный полк
  - Кексгольмский пехотный полк
  - Углицкий пехотный полк
- 3-я бригада (бригадир И. Я. фон Трейден)
  - Троицкий пехотный полк
  - Черниговский пехотный полк
  - Пермский пехотный полк
  - Вятский пехотный полк
- Осадный парк (генерал-майор К. Нотгельфер)
- Отдельная казачья бригада (бригадир Ф. И. Краснощеков, 67 офицеров и 1758 нижних чинов)

## Ход военных действий
9 июня авангард корпуса выступил из Либавы на Мемель. Поход проходил по бездорожью в трудных условиях, сразу появилось большое количество больных (всего их число за время короткого похода превысило 2000 человек).
15 июня отряд кораблей Балтийского флота под командованием капитана 3-го ранга А. Валронда вышел из Либавы и 17 (по другим данным, 18-го) июня подошёл к Мемелю. Проведя необходимую разведку и промеры глубин (пруссаками заранее было снято всё навигационное оборудование), утром 19 июня корабли начали бомбардировку Мемеля. Это были первые русские выстрелы в Семилетней войне.
Город Мемель был опоясан земляными укреплениями бастионного типа, перед которыми были вырыты рвы, заполненные водой. Имелась цитадель в форме редута с бастионами по углам. Переправу в город через реку Данге защищало предмостное укрепление (редан). В 1756 году все укрепления были отремонтированы и дополнительно укреплены палисадами. Крепость имела 80 орудий. Гарнизон же был слаб: один батальон ландмилиции (800 человек при 24 полевых орудиях).
19 июня к Мемелю подошли передовые части русского корпуса, в тот же день В. Фермор, И. Салтыков и корпусной инженер полковник И. Демолин произвели рекогносцировку крепости. Фермор решил, что имеющихся сил на штурм недостаточно и решил овладеть городом путём планомерной осады, сосредоточив усилия на подступах к городу по левому берегу руки Данге. В ночь была заложены первая траншея и установлена первая осадная батарея (3 мортиры и 4 гаубицы).
20 июня комендант крепости подполковник Руммель отклонил полученный ультиматум о сдаче Мемеля, после чего началась непрерывная массированная бомбардировка его с суши и моря. Особенно дерзко действовали моряки-балтийцы, подходившие к городу для прицельного ведения огня на самое близкое расстояние, невзирая на противодействие крепостной артиллерии. В городе часто возникали пожары. Траншеи подводились к городу быстрыми темпами.
Не имея сил для отражения штурма и не ожидая никаких подкреплений, комендант Мемеля 23 июня обратился к Фермору с просьбой пропустить его курьера к командующему прусской армией в Восточной Пруссии генерал-фельдмаршалу И. Левальду за согласием на сдачу крепости. Фермор отверг это предложение, расценив его как попытку затянуть время, и в ночь на 24 июля бомбардировка возобновилась. Утром 24 июля Руммель приказал поднять белый флаг и от своего имени предложил капитуляцию на условиях свободного выхода гарнизона с воинским почестями, артиллерией, с городской казной. Фермор, не владеющий данными о силах пруссаков в Мемеле и считавший, что он не имеет сил ни для полной блокады Мемеля, ни для штурма, согласился только на условиях свободного выхода гарнизона с личным оружием и условием не воевать против России в течение одного года. Бомбардировка была прекращена.
25 июня прусские войска покинули Мемель и в него вошла русская армия. Трофеями стали все 104 орудия, большие запасы ядер и пороха, 21 знамя и 1 штандарт, большие продовольственные склады. Потери русских войск составили 25 человек убитыми и ранеными, на кораблях потерь не было. Потери гарнизона и населения Мемеля неизвестны (король Фридрих II в ходе войны активно распространял ложную информацию, что русские полностью разрушили Мемель, а после капитуляции перебили большинство его жителей).
Борьба за Мемель стала первой победой русской армии в Семилетней войне и она значительно подняла боевой дух армии. Быстрая победа «малой кровью» была достигнута взаимодействием армии и флота (моряки выпустили по крепости и городу 297 бомб и 1690 ядер, сухопутные войска — 112 бомб и 69 ядер), быстрой «инженерной атакой». Склады Мемеля сыграли большую роль в снабжении армии продовольствием в дальнейших боевых действиях 1757 года.